# 伯恩哈德·鲁斯特
伯恩哈德·鲁斯特（1883年—1945年5月8日），纳粹德国高官。伯恩哈德从1934年开始就一直担任纳粹德国科学与教育部部长职务，负责在德国教育体系中洗脑德国青少年，让德国年轻人沉浸在国家社会主义的哲学中。他还是纳粹党从1925年到1940年在汉诺威和不伦瑞克的大区长官。

## 早年
伯恩哈德出生于汉诺威，第一次世界大战期间加入德国军队作战，由于作战英勇，晋升为上尉，并且担任连长。战争结束后，伯恩哈德回到了汉诺威。

## 纳粹党
1921年，伯恩哈德加入了纳粹党。希特勒于1933年出任德国总理后不久，伯恩哈德被任命为普鲁士文化事务大臣，后担任纳粹德国科学与教育部部长。伯恩哈德在任职期间，朝三暮四更换法令。

## 死亡
1945年5月8日，纳粹德国战败投降，在德国向盟军投降期间，伯恩哈德自杀身亡。